# Hogavanaghatta, Tiptur
Hogavanaghatta là một làng thuộc tehsil Tiptur, huyện Tumkur, bang Karnataka, Ấn Độ.